# مرشح التداخل
مرشح التداخل  في البصريات (بالإنجليزية: interference filter أو dichroic filter) هو مرشح ضوئي يقوم بعكس نطاق أو أكثر من الطيف أو يعكس خطا من خطوط الطيف، ويسمح بمرور الخطوط الأخرى من دون إضعاف خطوط الضوء المطلوبة. وعلى ذلك فيمكن أن يكون مرشحا لأطوال الموجات الضوئية القصيرة، أو الموجات الضوئية الطويلة أو مرشح للضوء في نطاق معين بين الموجات الطويلة والقصيرة ، أو يحجز (أي لا يسمح بنفاذ) نطاقا معينا من أطوال الموجة.

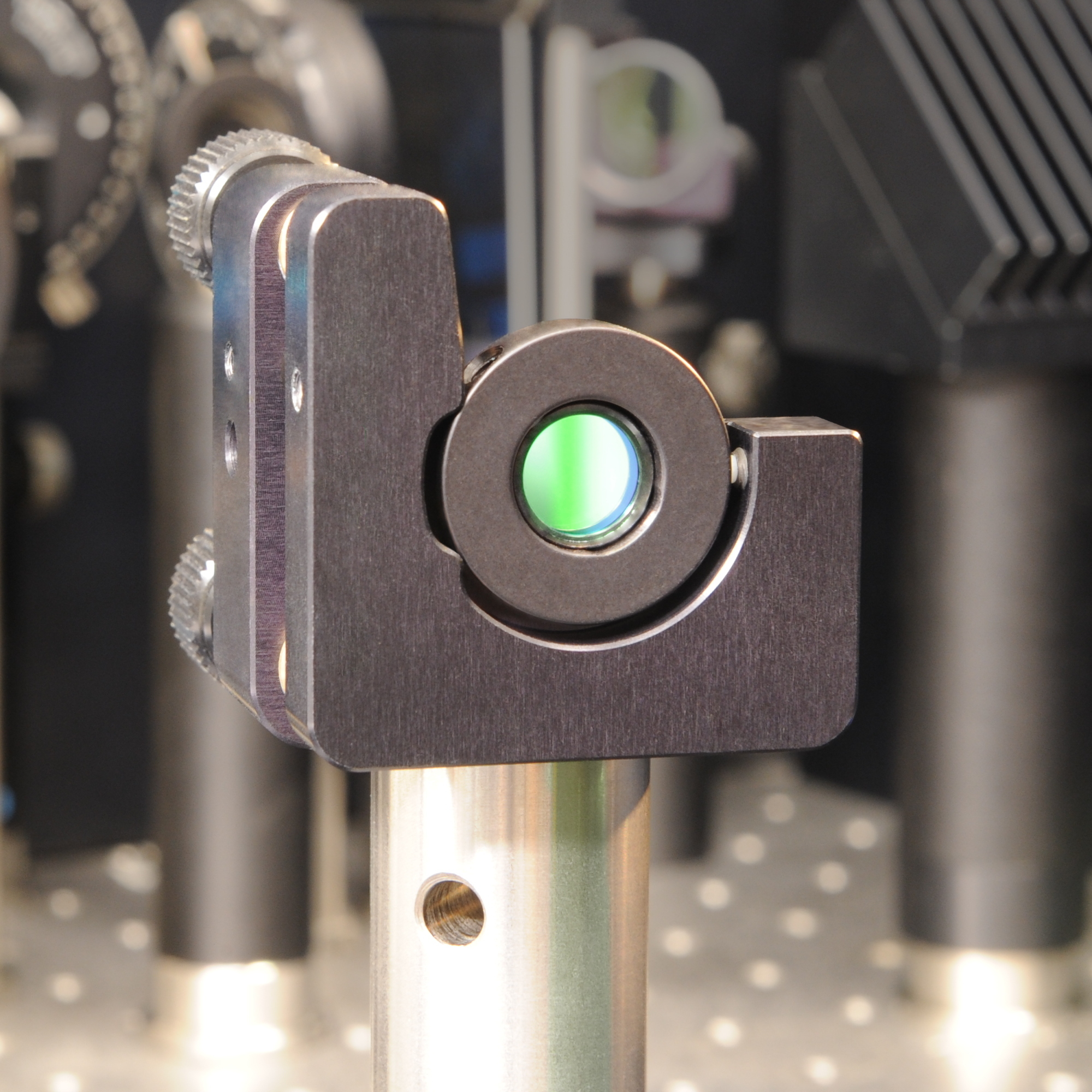
مرشح تداخل النطاق الترددي لتجارب الليزر.

## تكوينه
يتكون مرشح التداخل من عدة طبقات رقيقة من مادة استقطابية ذات معامل انكسار ضوئي مختلفة، ويمكن أن يحتوي على طبقات معدنية. كما يمكن أن يصنع مرشح التداخل بطريقة تشويب المواد بحيث يمكن التحكم في خاصيته المتعلقة بترشيح الضوء. ويعمل مرشح التداخل على ترشيح لونا معينا من ألوان الضوء بطريقة تداخل ضوء ذو طول موجة معينة، حيث يحدث التداخل بين الشعاع الساقط والشعاع المنعكس عند السطح الفاصل بين طبقتين من طبقات المرشح. وأهم خاصية للمرشح هو شكل الإشارة النافذة منه. ويعتبر أن احسن شكل لها هو الشكل المستطيل.

## طريقة عمله

طريقة عمل مرشح التداخل، فصل الأشعة ذات طول الموجة T1 عن الأشعة ذات طول الموجة R1.

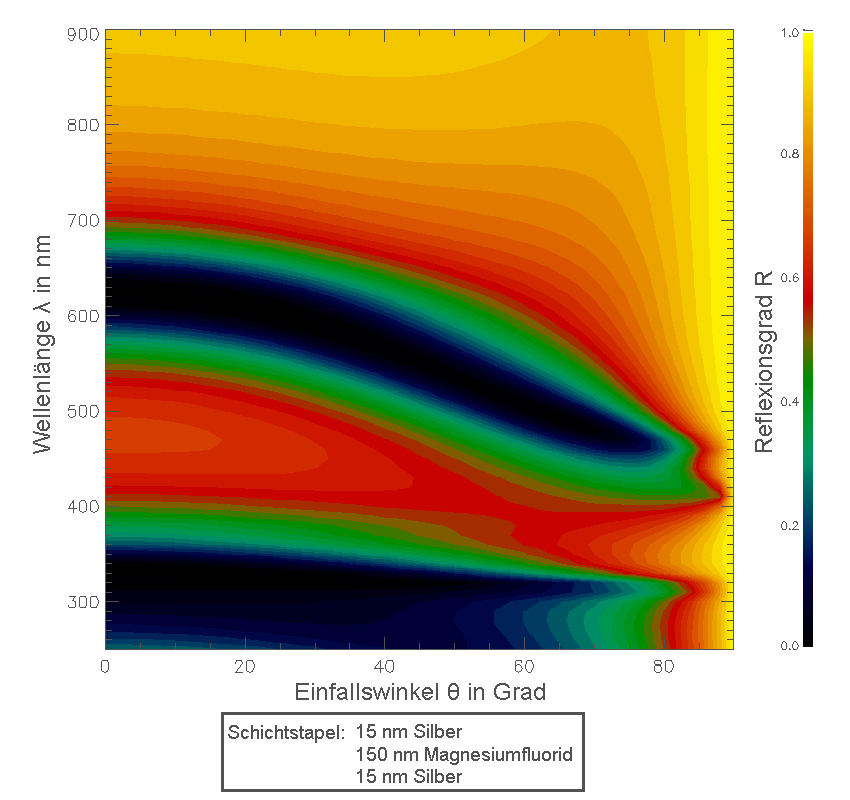
الانعكاس في مرشح التداخل: المحور الأفقي يعطي زاوية سقوط الشعاع على المرشح، ويعطي المحور الرأسي طول الموجات النافذة من المرشح. ويتكون المرشح من طبقة 15 نانومتر من الفضة، وطبقة 150 تاتومتر من فلوريد المغنسيوم MgF_{2}، ثم طبقة ثاني من الفضة سمك 15 نانومتر.

يصمم مرشح التداخل الذي يقوم بترشيح جزء معين من الطيف بحيث يعمل عموديا مع الشعاع الساقط. وعندما تزيد زاوية السقوط عن الصفر تقل طول الموجة الوسطى للنطاق مما يتسبب في تغسسر شدة الضوء. وعلاوة على ذلك يزيد اتساع نطاق الطيف وتقل في نفس الوقت شدة الضوء النافذ.
فإذا كانت λc عتمثل وسط النطاق لأطوال الموجة ، وλ0 وسط النطاق لأطوال الموجة في التجاه العمودي على اتجاه السقوط، وكان معامل الانكسار n* المميز للمرشح ، يمكن كتابة العلاقة المتحكمة فيهم كالآتي:
{\displaystyle \lambda _{c}=\lambda _{0}{\sqrt {1-{\frac {sin^{2}\theta }{{n^{*}}^{2}}}}}}
وعلى سيبل المثال: إذا كانت λ0=1550 nm نانومتر
ومعامل الانكسار n*=1.5.
وΔλ = λ0-λc=32 نانومتر.
تصبح الزاوية θ = 12.4°.
أي إذا أردنا شعاع ضوء متوسط طول موجته = 1518 نانومتر، نضبط المرشح في الجهاز بحيث تكون زاوية سقوط شعاع المصدر مع العمودي على سطح المرشح = 12.4°.
وهذا يعادل النطاق C-band أو L-band بالنسبة إلى طول الموجة 1550 نانومتر، وهي طول الموجة المستخدمة في الموصلات الضوئية التي تستعمل في الاتصالات. فإذا زود مرشح التداخل بمحرك خطوات ودائرة إلكترونية مناسبة يمكن إرسال إشارة في طول الموجة C-band أو L-band عن طريق التحكم عن بعد.
قارن طريقة عمل مرشح التداخل أسفله(Tunable Filter) وكيفية تغير لون الشعاع الخارج بتغير زاوية سقوط شعاع المصدر الضوئي.

طريقة عمل مرشح التداخل.

## استخداماته
يستخدم مرشح التداخل في رصد الشمس وكذلك في رصد النجوم بغرض التعرف على شدة إصدار الجرم السماوي لجزء معين من الطيف، مثل مشاهدة خط الطيف ألفا الهيدروجين.

## اقرأ أيضا
- تلسكوب شمسي
- مرآة باردة
- مرآة
- مرشح أشعة فوق البنفسجية
- مرشح أشعة تحت الحمراء
- مزج ضوئي
- كهروضوئيات
- تباين (بصريات)